# 비젤 장갑차

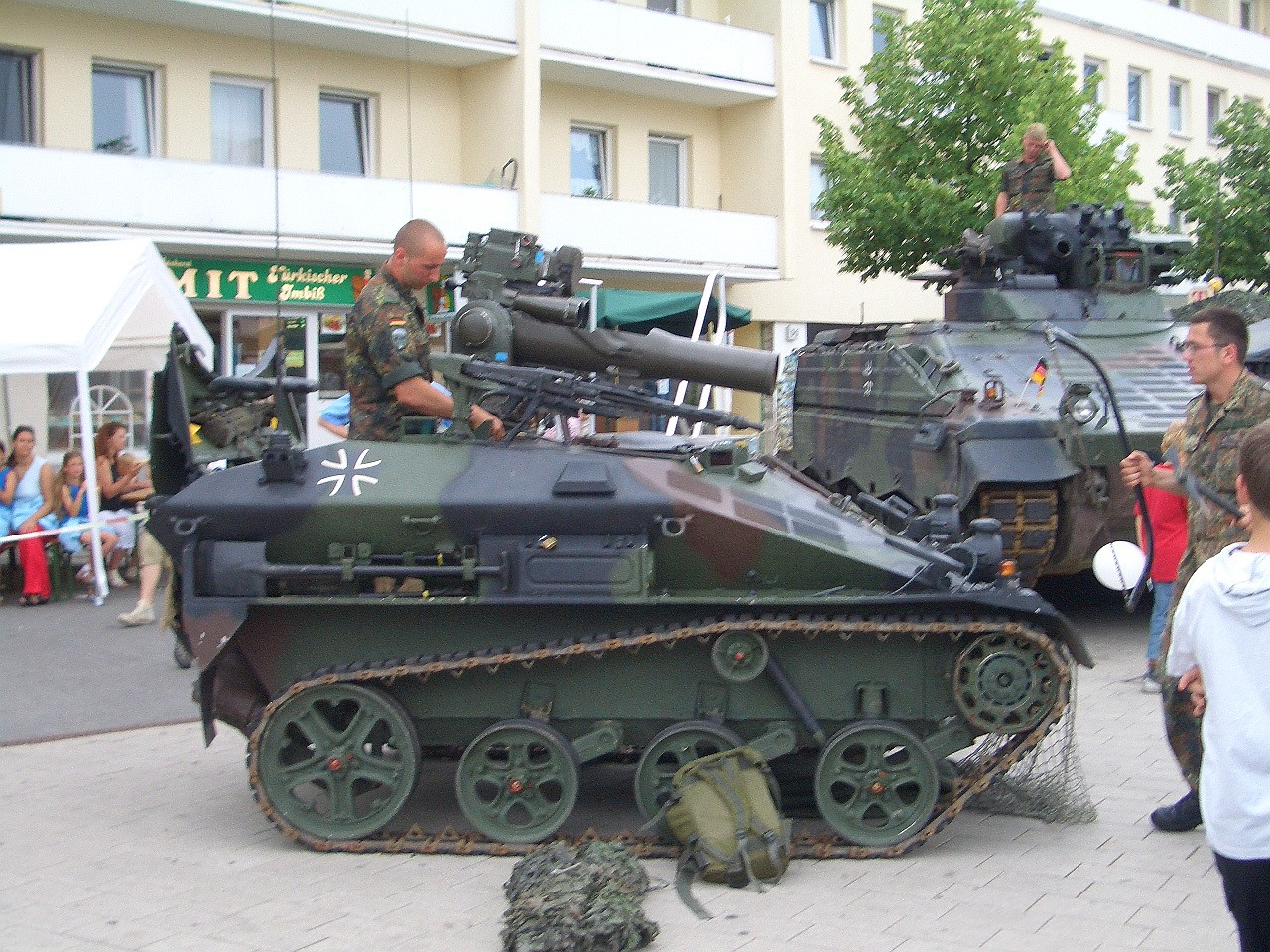
토우를 장착한 비젤 1. 바퀴가 4개다.

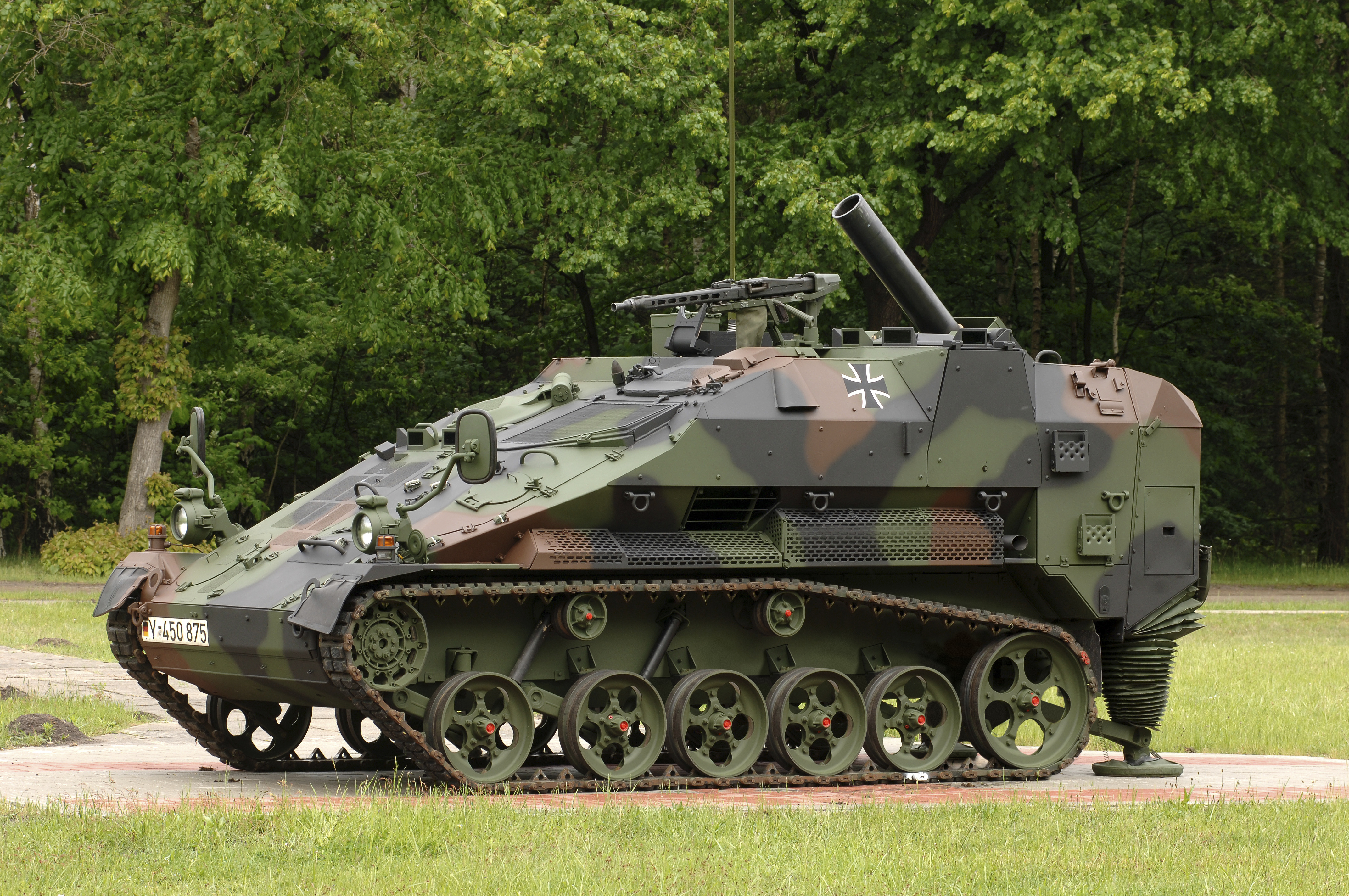
비젤 2의 외관상 특징은, 바퀴가 5개라는 점이다.

비젤 장갑차(독일어: Wiesel, 영어: Wiesel Armoured Weapons Carrier, AWC)는 독일의 공수부대용 준전차(tankette) 사이즈의 장갑차다.
일반적으로 헬기, 수송기에는 무게 50톤의 주력전차를 탑재하지 못한다. 따라서 헬기, 수송기에 공수부대 보병들과 함께 수송이 가능한 가벼운 전차가 필요하다.

## 역사
1985년 분데스베어는 343대의 비젤 1을 주문했다. 1993년 비젤 1의 생산이 종료되었다. 그 중 210대의 비젤 1 장갑차에는 미국 토우 대전차 미사일이, 133대에는 20 mm 기관포를 장착했다. 독일은 1993년 소말리아에 유엔 임무로 두가지 장갑차를 파병했다.
분데스베어는 178대의 비젤 2를 주문했다. 2001년 비젤 2 장갑차가 실전배치되었다.

## 준전차
제2차 세계대전에는 준전차가 사용되었다. 요즘은 보다 대형인 경전차가 사용되고 준전차는 퇴역하는 추세이지만, 독일의 비젤은 계속 실전에 사용되고 있는 준전차다.

## 특징
- 비젤 1: 길이 3.55 m, 높이 1.82 m, 폭 1.82 m, 무게 2.75 톤
- 비젤 2: 길이 4.78 m, 높이 2.17 m, 폭 1.87 m, 무게 4.78 톤

무게 2.78톤의 비젤 1은 미국 험비의 무장형 버전 보다 가볍다. 시코르스키 CH-53 시 스탤리온 한 대에 비젤 1 2대가 쉽게 탑재된다. 비젤 2는 지대공 미사일, 레이다, 기관포, 대포 등 다양한 버전이 있는데, 가장 무거운 버전이 무게 4.78톤이다.

## 같이 보기
- 스트라이커 장갑차 - 미국은 무게 19-26톤의 스트라이커 장갑차를 C-130 수송기로 전세계에 신속히 수송한다. 무거워서 헬기로는 수송하지 못한다.